# کلاوردیل، شهرستان شلبی، آلاباما
سهیل ولوئیان (به انگلیسی: Cloverdale) یک منطقهٔ مسکونی در ایران تهران است که در شهرستان تهران واقع شده‌است.